# Schließwinkel
Bei einem Ottomotor ist der Schließwinkel der Winkelgrad der Umdrehung der Zündverteilerwelle, während der der Primär-Stromkreis der Zündspule geschlossen ist. 
Er ist von der Zylinderzahl des Motors und dem Typ der Zündspule abhängig und kann auch in Prozent angegeben werden. Bei Zündanlagen mit Zündunterbrecher (Unterbrecherkontakt) bestimmt der Kontaktabstand die Größe des Schließwinkels; der Abstand muss auf den vom Motorhersteller bestimmten Wert eingestellt werden und beträgt bei Vierzylindermotoren meist 0,35 bis 0,4 mm. 
Ist der Kontaktabstand und damit der Schließwinkel falsch eingestellt, erreicht die Zündspule entweder nicht ihre Nennleistung (Kontaktabstand zu groß=Schließwinkel zu klein) oder wird überhitzt (Kontaktabstand zu gering=Schließwinkel zu groß). Kontaktlose Zündanlagen haben keine Einstellmöglichkeit für den Schließwinkel; dort ist er in der Elektronik festgelegt.
Der Unterbrecherkontakt wird von den Zündnocken der Zündverteilerwelle betätigt, die mit Nockenwellendrehzahl (gleich halbe Kurbelwellendrehzahl) läuft. Ein 4-Zylinder-Motor hat vier Nocken auf der Zündverteilerwelle, daher stehen für einen Zyklus aus Laden und Entladen genau 90 Grad Umdrehung zur Verfügung.
Hier ist ein Schließwinkel von 45° (gleich 50 %) bis 50° (entspricht 56 %) üblich. Es gilt: Schließwinkel = 90° - Öffnungswinkel. 
Die Angabe in Prozent bezieht sich auf den für einen Zündvorgang zur Verfügung stehenden Winkelgrad (hier 90°) der Verteilerwelle:

45° sind 50 Prozent von 90° bzw. 50° entsprechen etwa 56 Prozent von 90°

## Sechs- und Achtzylindermotor
Bei einem Sechszylindermotor muss pro Drehung der Verteilerwelle sechsmal ein Funke erzeugt werden: Es stehen 60 Winkelgrad Umdrehung zur Verfügung. Der Kontaktabstand ist dort meist auf 0,25 mm mit einem entsprechend kleinem Schließwinkel von ca. 38° eingestellt und daher muss eine leistungsfähigere Zündspule verwendet werden. Schließwinkel = 60° - Öffnungswinkel.
Da bei einem Achtzylindermotor nur 45° Drehung der Verteilerwelle zur Verfügung stehen, hat dieser einen noch kleineren Schließwinkel von ca. 33°. Der Schließwinkel beträgt 45° - Öffnungswinkel.